# Elophos subnivea
Elophos subnivea là một loài bướm đêm trong họ Geometridae.